# Quién te cantará
Quién te cantará is een Spaanse film uit 2018, geregisseerd door Carlos Vermut.

## Verhaal
De beroemde zangeres Lila heeft last van geheugenverlies na een ongeluk. Haar grootste fan en imitator Violeta staat de zangeres bij om haar te helpen haar liedjes en zichzelf terug te vinden.  

## Rolverdeling
| Acteur            | Personage       |
| ----------------- | --------------- |
| Najwa Nimri       | Lila Cassen     |
| Eva Llorach       | Violeta         |
| Carme Elias       | Blanca Guerrero |
| Natalia de Molina | Marta           |
| Julián Villagrán  | Nicolás         |
| Ignacio Mateos    | Álvaro          |
| Carolina Yuste    | Ana             |
| Catalina Sopelana | Diana           |

## Ontvangst

### Recensies
Op Rotten Tomatoes geeft 90% van de 10 recensenten de film een positieve recensie, met een gemiddelde score van 8,25/10.

### Prijzen en nominaties
De film werd genomineerd voor zeven Premios Goya, waarvan de film er één won.
| Jaar | Evenement                       | Categorie                | Genomineerde                                    | Resultaat   |
| ---- | ------------------------------- | ------------------------ | ----------------------------------------------- | ----------- |
| 2019 | Premios Goya (33ste uitreiking) | Beste actrice            | Najwa Nimri                                     | Genomineerd |
| 2019 | Premios Goya (33ste uitreiking) | Beste vrouwelijke bijrol | Natalia de Molina                               | Genomineerd |
| 2019 | Premios Goya (33ste uitreiking) | Beste debuterend actrice | Eva Llorach                                     | Gewonnen    |
| 2019 | Premios Goya (33ste uitreiking) | Beste camerawerk         | Eduard Grau                                     | Genomineerd |
| 2019 | Premios Goya (33ste uitreiking) | Beste geluid             | Daniel de Zayas, Eduardo Castro, Mario González | Genomineerd |
| 2019 | Premios Goya (33ste uitreiking) | Beste kostuums           | Ana López Cobos                                 | Genomineerd |
| 2019 | Premios Goya (33ste uitreiking) | Beste grime en haarstijl | Rafael Mora, Anabel Beato                       | Genomineerd |